# 拉妥乡
拉妥乡（藏語：ལྷ་ཐོ་），是中华人民共和国西藏自治区昌都市贡觉县下辖的一个乡镇级行政单位。

## 行政区划
拉妥乡下辖以下地区：
达松村、巴林村、措西村、他林村、拉麻村、鲁杰村、拉德村、罗玛村和宗巴村。